# Trachysiphonella
Trachysiphonella is een vliegengeslacht uit de familie van de halmvliegen (Chloropidae).

## Soorten
- T. carinifacies Nartshuk, 1964
- T. pori Harkness & Ismay, 1976
- T. pygmaea (Meigen, 1838)
- T. ruficeps (Macquart, 1835)
- T. scutellata (von Roser, 1840)